# ویرپازار
شهر ویرپازار (به روسی: Вирпазар) در کشور مونته‌نگرو واقع شده‌است. جمعیت این شهر ۳۳۷ نفر  است.